# داسو ان‌یوروان
داسو ان‌یوروان (به انگلیسی: Dassault nEUROn) یک هواگرد ساختِ کارخانهٔ داسو اویاسیون در کشور فرانسه است . این هواگرد برای نخستین بار در ۱ دسامبر ۲۰۱۲ میلادی مورد استفاده قرار گرفت.